# Coppelia ou la Poupée animée
Coppelia ou la Poupée animée er en fransk stumfilm fra 1900 af Georges Méliès.